# Andréa Jacobsson
Andréa Jacobsson, född 10 april 1987 i Halmstad, är en svensk expertkommentator och tidigare volleybollspelare (högerspiker). 
Jabobssons moderklubb är Halmstad Volley. Under tiden 2003-2006 gick hon vid volleybollgymnasiet och spelade med RIG Falköping. Därefter spelade hon med Sollentuna VK, som hon tog SM-guld med.
Hon fortsatte 2009 till Engelholms VS, där hon stannade till 2012. Därefter påbörjade hon en fransk sejour, först i Vannes Volley-Ball (2012–2013) och därefter i SES Calais (2013–2014). Hon återvände till Sverige 2014 för spel med Katrineholms VKoch från 2015 med Hylte/Halmstad VBK (som bildats 2012 genom att Jacobssons moderklubb gått samman med Hylte VBK). En knäskada 10 april 2016 tvingade henne till ett längre uppehåll.
Jacobsson avslutade karriären 2017 och började därefter direkt som expertkommentator för Radiosporten och P4 Halland, för vilka hon även drev en blogg – "Andréas volleybollvärld". 
Hon har sedan även varit expertkommentator för SVT vid EM 2021 och European Silver League 2022. Jacobsson arbetar till vardags som förskollärare.
Då Hylte/Halmstad VBK hade skadeproblem våren 2021 gjorde Jacobsson ett inhopp under fyra matcher i semifinalerna och finalerna och vann därigenom sitt andra SM-guld.